# Lac de Vrana (Cres)
Cet article concerne le lac de Vrana situé sur l'île de Cres. Pour le lac croate homonyme situé le long du rivage dalmate, voir lac de Vrana.
 (janvier 2016).
Si vous disposez d'ouvrages ou d'articles de référence ou si vous connaissez des sites web de qualité traitant du thème abordé ici, merci de compléter l'article en donnant les références utiles à sa vérifiabilité et en les liant à la section « Notes et références ».
Le lac de Vrana (Vransko jezero en croate) de l'île de Cres (comitat de Primorje-Gorski Kotar) est le deuxième plus grand lac naturel de Croatie, derrière l'autre lac de Vrana, situé en Dalmatie. L'homonymie est fortuite : tous deux tiennent leur nom de la localité la plus proche, qui dans un cas comme dans l'autre s'appelle Vrana.

## Géographie

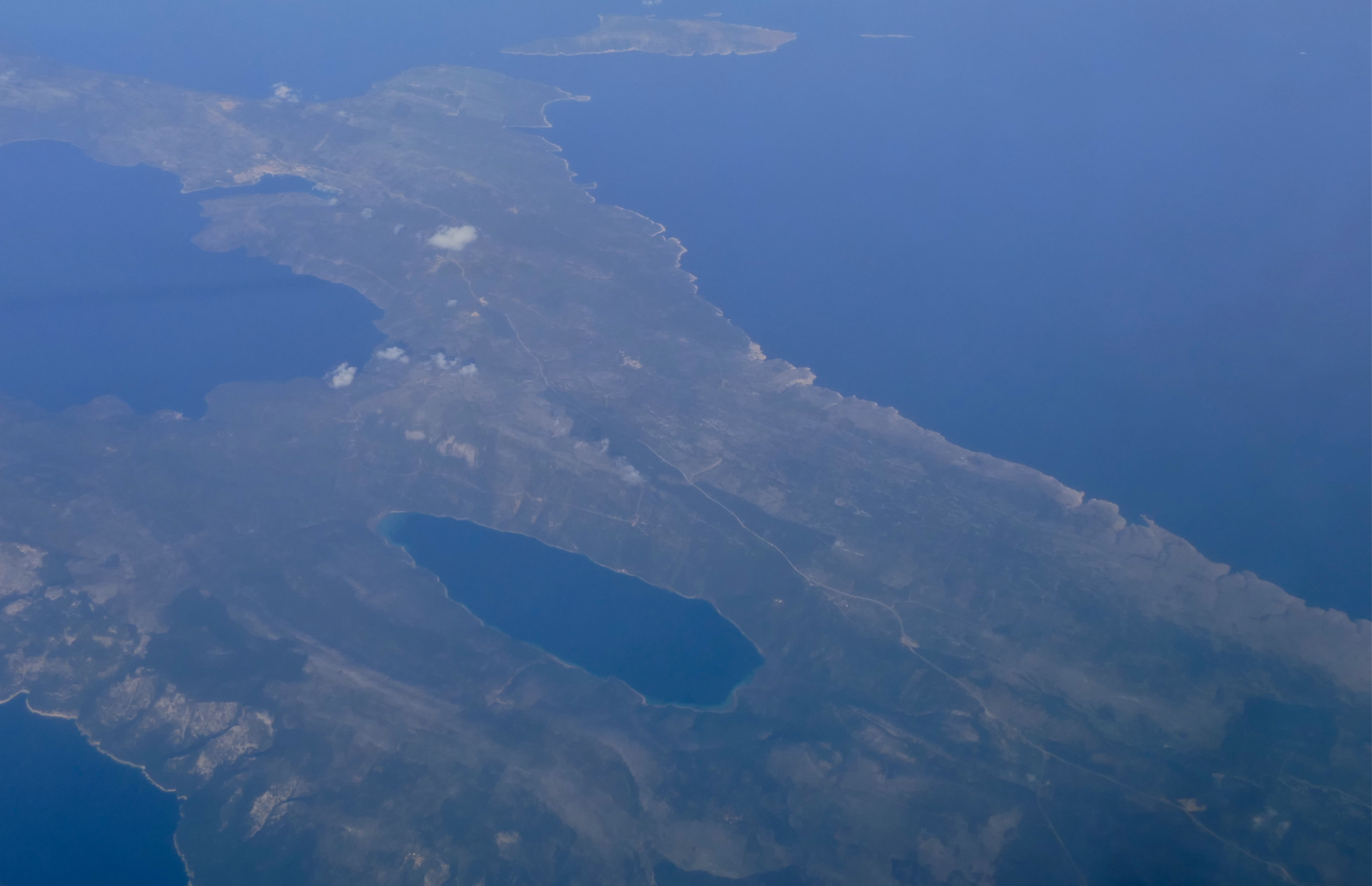
Vue aérienne du lac de Vrana

Logé dans une dépression creusée entre des reliefs de 500 à 600 m d'altitude, dans la partie la plus large de l'île, à moins de 5 km de la mer de chaque côté, ce lac d'eau douce est un phénomène hydrologique exceptionnel en Méditerranée. Hormis les ruissellements en cas de pluie, il ne possède ni tributaire ni émissaire visible en surface, est donc alimenté depuis son étroit bassin versant et drainé par des courants souterrains dont le tracé n'est pas connu (l'environnement est fortement karstique, fait de roches calcaires et surtout dolomitiques).
Le fond du lac est en cryptodépression, descend à son point le plus bas à 61,3 m sous le niveau moyen de la mer. Mais l'altitude positive de la surface (13 m en moyenne) maintient une pression hydrostatique interdisant les intrusions souterraines d'eau salée. Cette altitude varie entre les valeurs extrêmes enregistrées de 9,11 et 15,93 m, fonction des précipitations et des prélèvements.

## Utilisation
Les eaux du lac, d'une grande pureté, constituent l'unique ressource en eau potable des îles de Cres et Lošinj, dont les besoins augmentent significativement durant la saison touristique. Pour cette raison, le bassin du lac est sous haute protection. Les établissements humains sont interdits le long des rives, ainsi que les activités nautiques et la baignade.

## Liens extérieurs
- A. Katalinic, J. Rubinic et G. Buselic, Hydrology of Two Coastal Karst Cryptodepressions in Croatia: Vrana Lake vs Vrana Lake